# Schaap Cycle Company
Schaap Cycle Company war ein US-amerikanischer Hersteller von Fahrzeugen.

## Unternehmensgeschichte
Das Unternehmen hatte seinen Sitz in Brooklyn in New York City. A. K. Schaap leitete es. Er stellte Fahrräder her. Außerdem entstanden 1900 einige Automobile. Der Markenname lautete Schaap. Danach wurden Autos repariert.
Nach 1903 verliert sich die Spur des Unternehmens. A. K. Schaap verband sich mit J. B. MacDuff.

## Kraftfahrzeuge
Das einzige Kraftfahrzeug war ein Dreirad, das Automote genannt wurde. Ein Fahrradrahmen bildete die Basis. Vorne befanden sich zwei kleine Räder. Ein kleiner Zweizylindermotor trieb das einzelne Hinterrad an. Der Benzintank ermöglichte eine Reichweite von 40 km. Außerdem war ein Zusatztank im Rahmendreirad erhältlich. Der Neupreis betrug 450 US-Dollar.